# Cyphostemma cornigerum
Cyphostemma cornigerum là một loài thực vật hai lá mầm trong họ Nho. Loài này được Desc. miêu tả khoa học đầu tiên năm 1964.